# めんこいな
めんこいなは、1988年（昭和63年）に秋田県で育成されたイネ（稲）の品種。「あきた39」を花粉親、「ひとめぼれ」を種子親とする交配によって育成された。秋田弁で「かわいい」を意味する「めんけえな」から、多くの人にかわいがられるようにと命名された。秋田県では、2017年（平成29年）時点で「あきたこまち」に次ぐ作付面積で、同年産米の産地品種銘柄（必須銘柄）となっている。米袋は、秋田県横手市出身の漫画家矢口高雄が、「かわいらしさ」「愛らしさ」をコンセプトにデザインした。

## 品種特性
「あきたこまち」よりも粒が大きく、粘りが弱くあっさりした食味。香りが良く、冷めても固くなりにくく、長時間の保温でも味の劣化が少ない。このため、丼物や寿司、チャーハン、ピラフなどに合うほか、業務用米にも向く。

## 関連品種

### 子品種
- 「つぶぞろい」 - 「ちゅらひかり」との交配[3][4]